# Monarki i Europa

Monarki
Republik

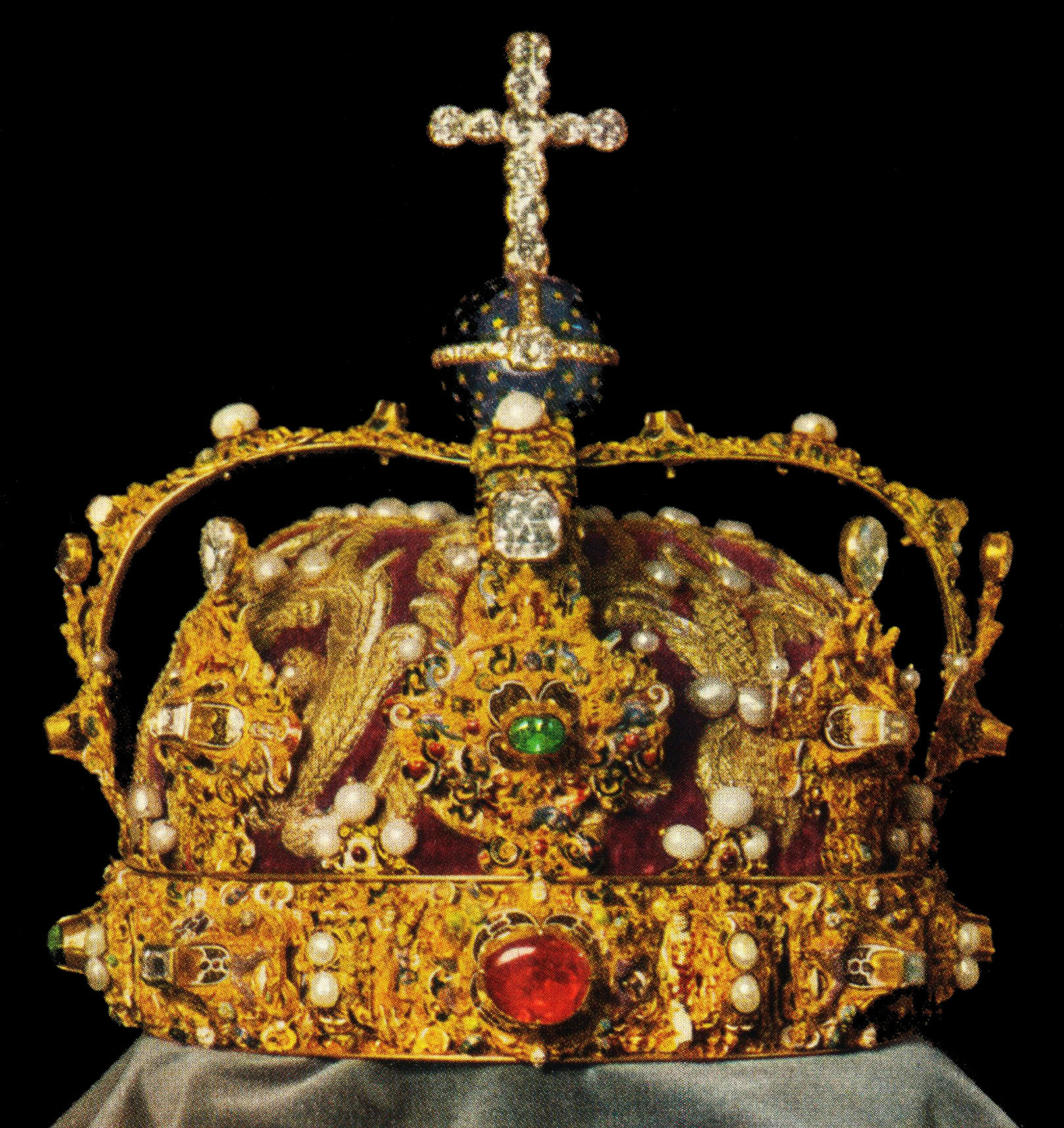
Erik XIV:s krona är del av Sveriges riksregalier.

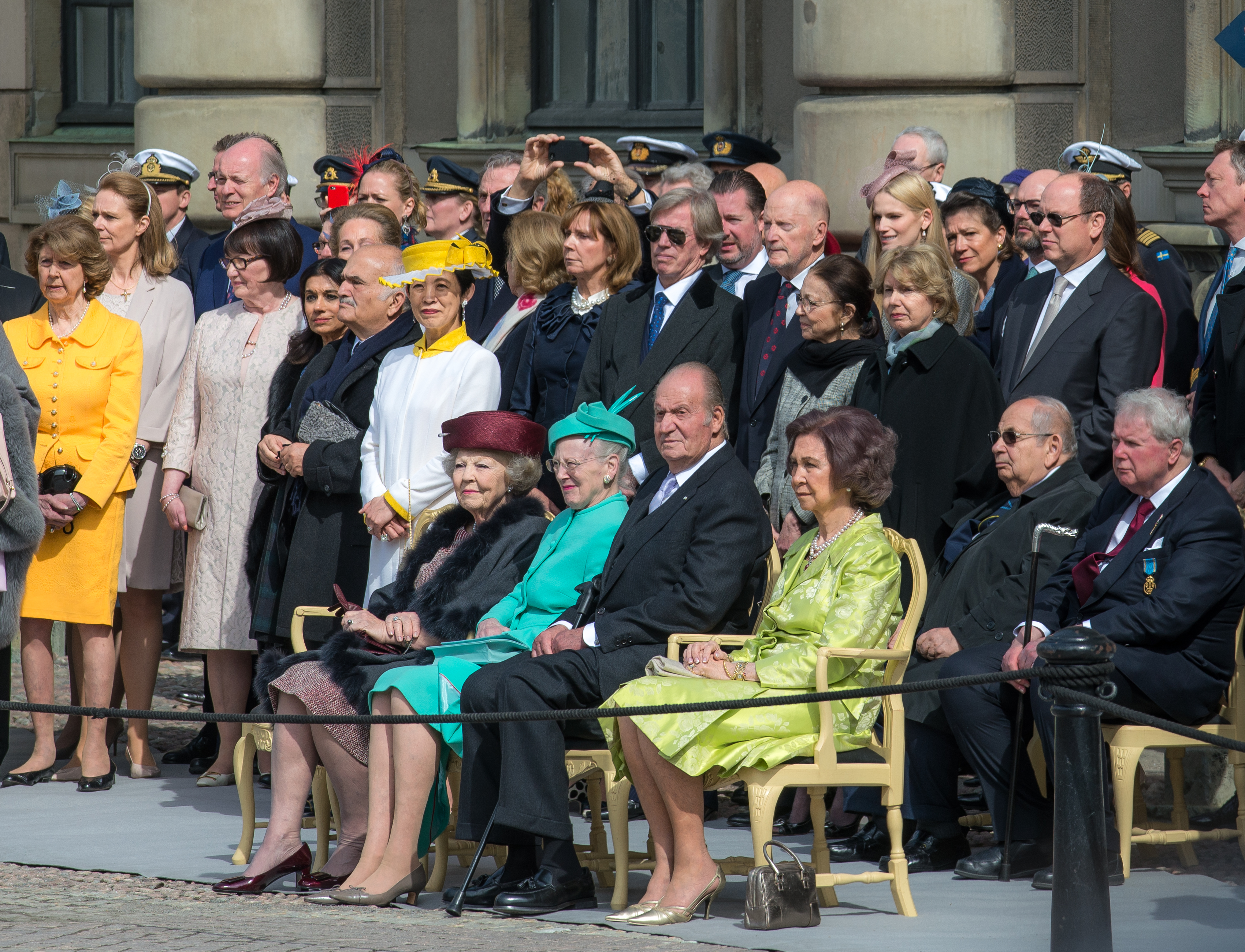
Några av Europas kungligheter vid firandet av kung Carl XVI Gustafs 70-årsdag på yttre borggården på Stockholms slott den 30 april 2016. Sittande från vänster: Beatrix av Nederländerna, Margrethe II av Danmark, Juan Carlos I av Spanien och Sofia av Spanien.

Det finns tolv monarkier i Europa. Av dessa är tio suveräna stater där statschefen (monarken) ärver sitt ämbete medan en (Vatikanstaten) kan definieras som ett valkungadöme, där påven väljs vid den så kallade konklaven. Andorra har två furstar, biskopen av La Seu d'Urgell i Spanien och Frankrikes president. Vanligen behåller monarken sitt ämbete livet ut; alternativet är abdikation. I början av 1900-talet var Frankrike den enda större republikanska staten i Europa. Bland de mindre staterna hade, och har, Schweiz och San Marino långa republikanska traditioner. Republikanismens verkliga genombrott kom kring 1918–1920 i samband med att nya stater bildades efter första världskriget, och idag är de flesta stater i världen republiker med direkt eller indirekt valda statschefer.
Europas monarkier är:
- Furstendömet Andorra
- Konungariket Belgien (artikel)
- Konungariket Danmark (artikel)
- Furstendömet Liechtenstein
- Storhertigdömet Luxemburg
- Furstendömet Monaco
- Konungariket Nederländerna
- Konungariket Norge (artikel)
- Konungariket Spanien
- Förenade konungariket Storbritannien och Nordirland (artikel)
- Konungariket Sverige (artikel)
- Vatikanstaten (artikel)

De flesta europeiska monarkierna är konstitutionella monarkier, vilket innebär att monarken inte påverkar politiken i staten: antingen förbjuds monarken juridiskt att göra detta, eller så utövar han/hon inte någon makt i enlighet med den konstitutionella sedvanerätten. Undantagen är Liechtenstein, vilket vanligen ses som en semi-konstitutionell monarki på grund av det stora inflytande som fursten fortfarande har på den förda politiken, och Vatikanstaten, vilket är en teokratisk absolut monarki. Det pågår för närvarande ingen större kampanj för att avskaffa monarkin i någon av de tolv staterna, även om det finns betydelsefulla republikanska minoriteter i många av dem. För närvarande är sex av de tolv monarkierna medlemmar i Europeiska unionen: Belgien, Danmark, Luxemburg, Nederländerna, Spanien och Sverige.

## Nuvarande monarkier

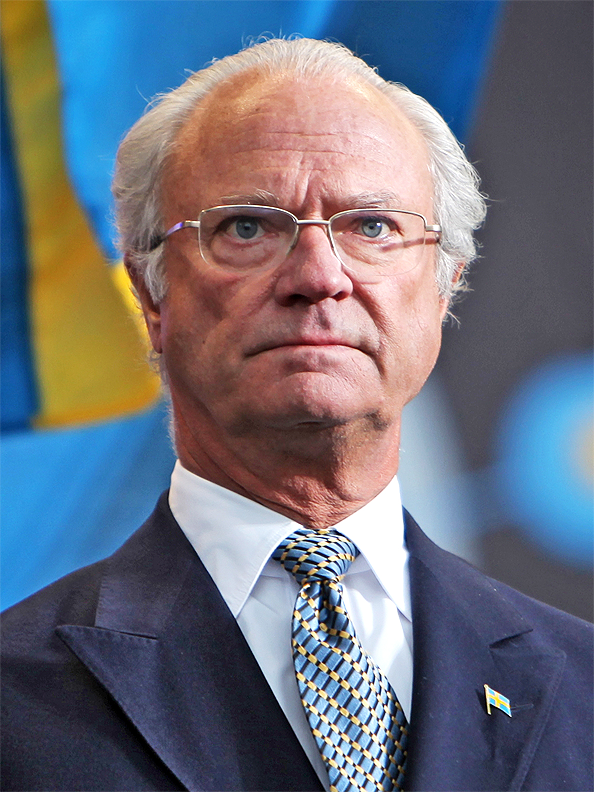
Sveriges kung Carl XVI Gustaf.

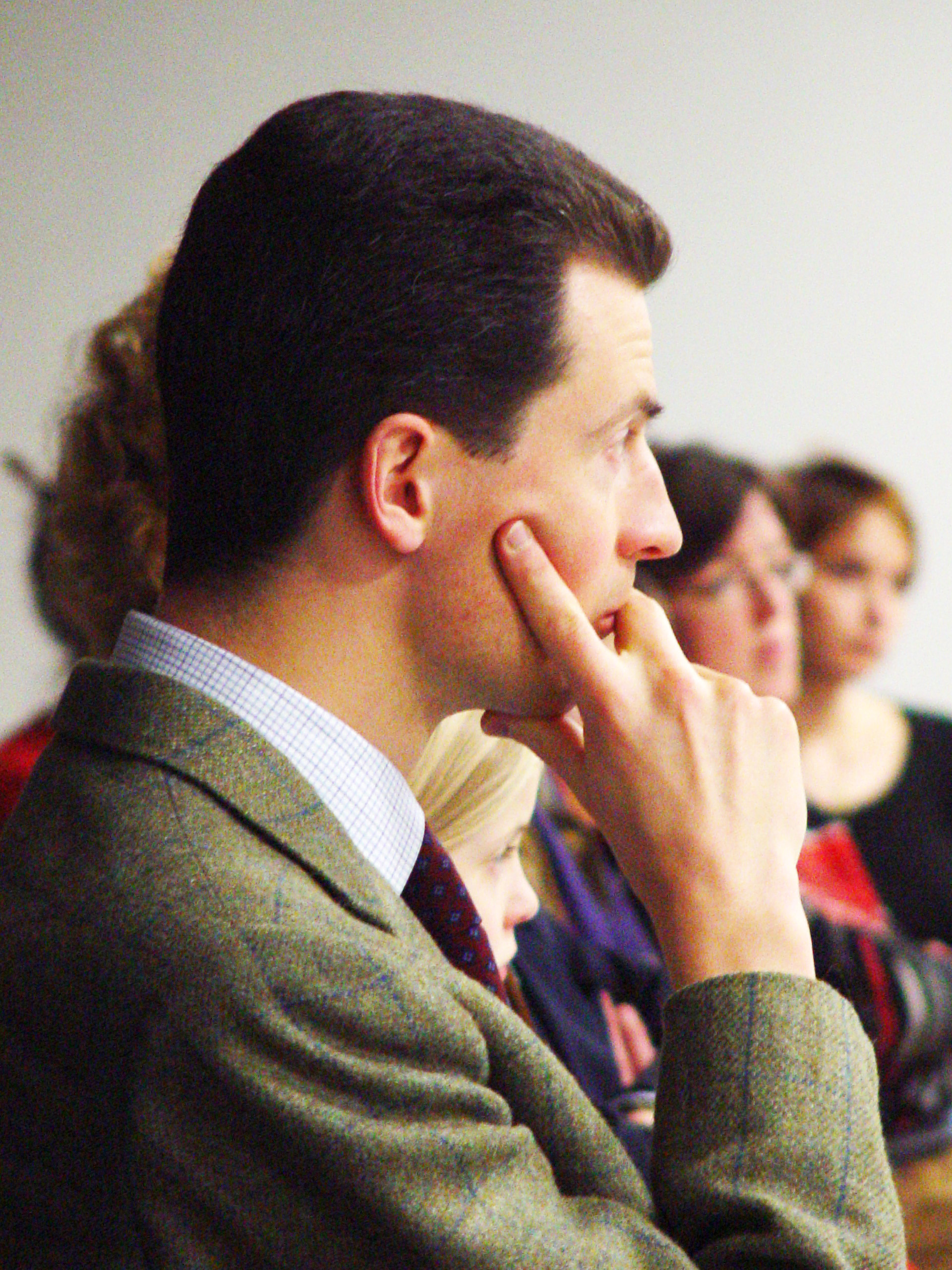
Alois, arvprins av Liechtenstein.

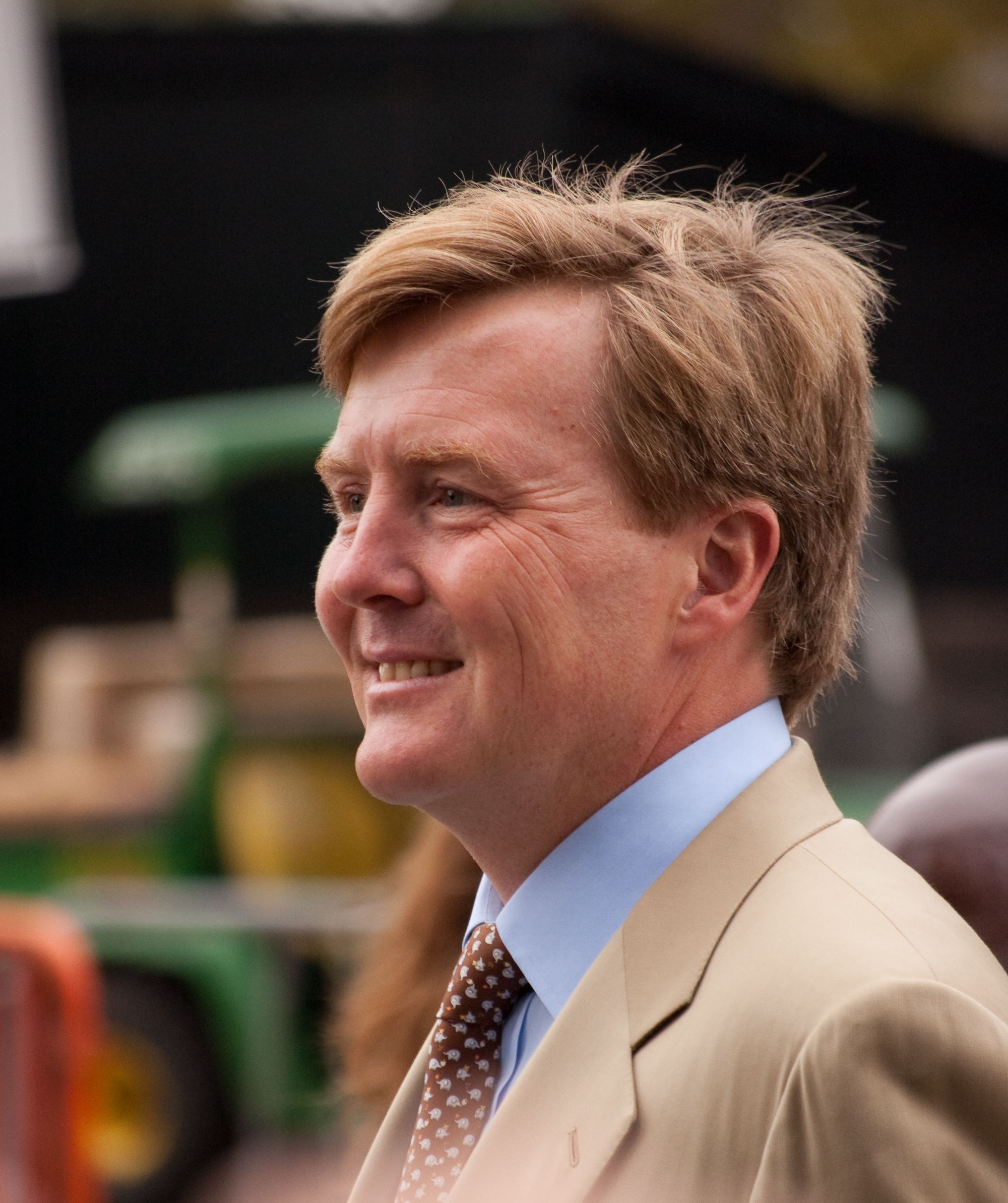
Nederländernas kung Willem-Alexander.

- Andorra har varit delat furstendöme sedan 1278, då greven av Foix och biskopen av La Seu d'Urgell kom överens om att dela på makten över landet. Sedan titeln "greve av Foix" hade överförts till kungen av Navarra och sedan Henri Navarre hade blivit kung Henrik IV av Frankrike utfärdades 1607 ett dekret, vilket slog fast att den franske statschefen var den lagliga tronföljaren till greven av Foix. Andorra annekterades tillsammans med Katalonien av det första franska kejsardömet 1812-1813. Efter kejsar Napoleon I:s fall blev Andorra åter självständigt. Idag har Andorra två furstar och positionerna ärvs inte längre. Furstarna är den sittande biskopen av La Seu d'Urgell i Spanien och Frankrikes president. De nuvarande (2017) furstarna är biskop Joan Enric Vives Sicília och president Emmanuel Macron.

- Belgien har utan avbrott varit kungarike sedan 21 juli 1831, då landet blev självständigt från Konungariket Nederländerna med Leopold I som förste kung.
- Danmarks monarkistiska historia sträcker sig tillbaka till förhistorien, innan 1000-talet, då de legendariska danska kungarna styrde landet. Ungefär 80% av Danmarks befolkning stödjer monarkin.[1]
- Förenade konungariket Storbritannien och Nordirland grundades 1707 genom att kungarikena England och Skottland, som redan var i personalunion, formade en realunion, Förenade konungariket Storbritannien. Det nuvarande namnet har landet sedan 1922, då den nuvarande Republiken Irland hade blivit självständig; från 1801 hade landet haft namnet Förenade konungariket Storbritannien och Irland.
- Liechtenstein började formellt existera den 23 januari 1719 då kejsar Karl VI förklarade grevskapet Schellenberg och grevskapet Vaduz vara enade och bilda ett furstendöme.
- Luxemburg har varit ett oberoende storhertigdöme sedan den 9 juni 1815. Fram till 1890 var det i personalunion med Nederländerna.
- Monaco har styrts av Grimaldi-ätten sedan 1297.
- Nederländerna blev ursprungligen självständigt som "De sju förenade nederländernas republik", som varade från den 26 juli 1581 till den 18 januari 1795, då Nederländerna blev en fransk marionettstat. Landet återupprättades 1815 efter fransk annektion och blev då kungarike.
- Norge enades på 800-talet och var sedan ett självständigt kungarike fram till 1380, då det fick gemensam kung med Danmark. 1450 gick de båda länderna i personalunion med varandra och 1536 beslutades det, att Norge inte längre skulle vara ett eget kungarike styrt av den danske kungen, utan en del av Danmark. 1814 blev Norge självständigt i några månader, innan landet hamnade i union med Sverige och fick den svenske kungen som regent. Denna ordning varade till 1905, då lande gjorde sig fritt från unionen och blev ett eget kungarike med egen kung.
- Spanien började existera som enskilt, förenat kungarike under Carlos den 23 januari 1516. Monarkin har dock varit avskaffad under perioderna 1873-1874 och 1931-1947. 1939 blev Francisco Franco regent och fascistisk diktator i landet och var det fram till sin död 1975. Kort efter detta blev Spanien en demokrati.
- Sverige och dess monarkistiska historia går lika långt tillbaka i tiden som Danmarks. Det fick sin förste historiskt säkerställde kung, Erik Segersäll, runt 970 och har varit kungadöme sedan dess.
- Vatikanstaten blev självständigt från Italien 1929. Sedan dess är påven den valda monarken över stadsstaten. Nuvarande monark är Leo XIV.

## Tronföljdslagar
Tronföljdsordningen bestäms i de flesta europeiska monarkier av förstfödslorätten. I Belgien, Danmark, Luxemburg, Nederländerna, Norge, Storbritannien och Sverige ärver det förstfödda barnet tronen, oavsett kön. I Monaco och Spanien ärver det förstfödda barnet av manligt kön tronen. I Spanien finns det planer på att ändra på detta. Detta medför emellertid stora komplikationer eftersom det innebär förändring av konstitutionen. I Spanien måste två på varandra följande parlament godkänna lagen med två-tredjedelars majoritet och därefter bekräfta den i ett referendum. Lagändringen har starkt folkligt stöd.
Liechtenstein har ett ännu äldre tronföljdssystem, vilket helt och hållet utesluter kvinnor från tronen, såvida det inte finns några manliga arvtagare överhuvudtaget. 

## Tabell över Europas monarkier
| Stat           | Typ            | Tronföljd                                     | Nuvarande                                           | Född              | Ålder | Regerat sedan     | Efterföljare       |
| -------------- | -------------- | --------------------------------------------- | --------------------------------------------------- | ----------------- | ----- | ----------------- | ------------------ |
| Andorra        | Diarki         | specialfall: två furstar                      | J. E. Vives i Sicília (Biskopen av La Seu d'Urgell) | 24 juli 1949      | 75 år | 12 maj 2003       | utses av påven     |
| Andorra        | Diarki         | specialfall: två furstar                      | Emmanuel Macron (Frankrikes president)              | 21 december 1977  | 47 år | 14 maj 2017       | väljs 2027         |
| Belgien        | kungarike      | förstfödde (jämställt)                        | Philippe                                            | 15 april 1960     | 65 år | 21 juli 2013      | Elisabeth          |
| Danmark        | kungarike      | förstfödde (jämställt)                        | Frederik                                            | 26 maj 1968       | 55 år | 14 januari 2024   | Christian          |
| Liechtenstein  | furstendöme    | närmaste manliga släkting                     | Hans Adam II                                        | 14 februari 1945  | 80 år | 13 november 1989  | Alois              |
| Luxemburg      | storhertigdöme | närmaste manliga släkting                     | Henri I                                             | 16 april 1955     | 70 år | 7 oktober 2000    | Guillaume          |
| Monaco         | furstendöme    | förstfödde (manlig)                           | Albert II                                           | 14 mars 1958      | 67 år | 6 april 2005      | Jacques            |
| Nederländerna  | kungarike      | förstfödde (jämställt)                        | Willem-Alexander                                    | 27 april 1967     | 58 år | 30 april 2013     | Catharina-Amalia   |
| Norge          | kungarike      | förstfödde (jämställt)                        | Harald V                                            | 21 februari 1937  | 88 år | 17 januari 1991   | Haakon             |
| Spanien        | kungarike      | förstfödde (manlig) (jämställdhet diskuteras) | Felipe VI                                           | 30 januari 1968   | 57 år | 19 juni 2014      | Leonor             |
| Sverige        | kungarike      | förstfödde (jämställt)                        | Carl XVI Gustaf                                     | 30 april 1946     | 79 år | 15 september 1973 | Victoria           |
| Storbritannien | kungarike      | förstfödde (jämställt)                        | Charles III                                         | 14 november 1948  | 76 år | 8 september 2022  | William            |
| Vatikanstaten  | teokrati       | valbar monarki                                | Leo XIV                                             | 14 september 1955 | 69 år | 8 maj 2025        | väljs av konklaven |